# Punta Les Eclaireurs
Punta Les Eclaireurs ist eine Landspitze an der Nordküste der Joinville-Insel vor dem nordöstlichen Ende der Antarktischen Halbinsel. Sie liegt am südöstlichen Ufer der Ambush Bay.
Argentinische Wissenschaftler benannten sie nach dem Schiff Les Éclaireurs, das bei zwei argentinischen Antarktisexpeditionen (1953–1954 und 1956–1957) im Einsatz war.